# Claire Diao
Claire Diao est une journaliste, distributrice et critique de cinéma franco-burkinabé. Elle est la fondatrice de la société de distribution Sudu Connexion. 

## Biographie

### Études
Dès le lycée, Claire Dio s’oriente vers le cinéma. Elle se professionnalise ensuite à travers des formations et des stages notamment à l’Institut français de Ouagadougou et au FESPACO. Elle poursuit plutard ses études et obtient un Master 2 en Études Cinématographiques et Audiovisuelles de l'Université Lyon II (France) et se spécialise en études des cinémas africains à la Kingston University au Royaume-Uni. 

### Carrière
Claire Diao développe également un intérêt pour le journalisme et la critique cinématographique. Elle collabore avec des sites comme Afrik.com, Clap Noir, Africultures, Africiné et Canal France International. En 2013, elle fonde le programme de courts métrages Quartiers Lointains et cofonde en 2015, AWOTELE, un magazine de critique de cinéma panafricain,. De AWOTELE, elle crée une société panafricaine de distribution de films en 2016 dont elle est la directrice.  Elle a travaillé aussi en tant qu’animatrice et chroniqueuse pour Canal +, France O et TV5 Monde. Depuis 2016, elle est la programmatrice pour Festival international du court-métrage de Clermont-Ferrand ; et fut programmatrice de 2019 à 2022 pour la Quinzaine des réalisateurs cannoise, en 2023 pour le FESPACO. En 2024, elle fut consultante en cinéma pour l’Afrique Sans filtre.  Son expérience lui vaut d’être solliciter dans le jury de plusieurs festivals et panels sur le cinéma à travers l’Afrique et l’Europe. 

### Vie associative
Claire Diao est membre de l'Association des Critiques de Cinéma Burkinabè (ASCRIC-B) et de la Fédération Africaine des Critiques de Cinéma (FACC).

## Ouvrages
- 2017 : Double Vague, le nouveau souffle du cinéma français[8].

## Distinctions
- 2018 : Médaille Beaumarchais de la Société française des auteurs et compositeurs dramatiques,
- 2024 : Chevalier de l’Ordre du Mérite pour les Arts des Lettres et de la Communication[9].